# 후쿠야마촌 (오카야마현 아이다군)
후쿠야마촌(福山村)은 오카야마현 아이다군에 있던 촌이다. 현재의 미마사카시에 해당한다.

## 개요
1889년 정촌제 시행시에 13촌이 합병하여 도요다촌이 되었지만, 당 지역의 5촌과 다른 8촌과는 지형적으로도, 종래부터의 경위에 있어서도 다르다는 점에서 1년후에 5촌이 분촌하여 후쿠야마촌이 되었다. 촌이름은 산가의 '산'에 가자의 '복'을 조합한 것이었다.
그 후 헤세의 대합병에 의해 정촌제 때의 아이다군 도요타촌 전역이 미마사카시에 포함되었다.
예전에는 차의 산지였으며, 메이지 시대에 다업 조합이 결성되어 다부치에 에이다군 다업전습소가 설치되었다. 봄 싹을 틔우는 시기에는 학교에 결석하는 아동이 많아 마을은 그 출석률 향상에 어려움을 겪어 출석 장려를 하고 있었다. 그러나 대정기에 양잠업이 도입되면서 점차 쇠퇴하여 차밭의 대부분은 뽕나무밭이 되었다

## 역사
- 1889년 6월 1일 - 정촌제 시행에 수반해 아이다군 후쿠야마촌이 발족하였다.
- 1953년 9월 1일 - 도이정, 에미정, 아와이촌, 요시노촌과 합병해 사쿠토정이 되었다.

## 참고문헌
- 和泉橋警察署 『新旧対照市町村一覧』第2冊（東京：加藤孫次郎, 1889（明22））
- 地名編纂委員会 『角川日本地名大辞典33 岡山県』（角川学芸出版, 1989, ISBN 4040013301）